# Науково-дослідний інститут правового забезпечення інноваційного розвитку Національної академії правових наук України
Науково-дослідний інститут правового забезпечення інноваційного розвитку  — є спеціалізованою державною науковою установою, яка здійснює комплексні фундаментальні та прикладні дослідження з метою розробки і вдосконалення правових механізмів забезпечення регулювання впровадження (реалізації) інновацій у різні сфери соціального та економічного буття. Розташований у м. Харкові.

## Історія Інституту
Інститут засновано в структурі Національної академії правових наук України Постановою Кабінету Міністрів України від 2 березня 2010 р. № 217 відповідно до Рекомендацій учасників Всеукраїнської науково-практичної конференції «Інноваційний розвиток України: наукове, економічне та правове забезпечення» (27-28 жовтня 2006 р.), рекомендацій Національного інституту стратегічних досліджень, а також численних пропозицій учених щодо необхідності створення окремої установи з вивчення правових аспектів забезпечення інноваційного розвитку держави.

## Структура Інституту

### Наукові підрозділи
В Інституті створено 3 відділи.
Відділ загальних проблем формування та реалізації інноваційної політики.
Основні напрямки діяльності відділу:
1. удосконалення механізму формування та реалізації інноваційної політики держави;
2. вивчення ефективності правового регулювання науково-технічної діяльності;
3. створення методологічних засад формування державних стратегій та програм інноваційного розвитку;
4. розроблення системи ефективних правових засобів забезпечення національної інноваційної безпеки;
5. вивчення міжнародно-правових аспектів регулювання інноваційних відносин в контексті входження України до СОТ та інших міжнародних організацій.

Відділ правового забезпечення функціонування національної інноваційної системи.
Основні напрямки діяльності відділу:
1. загальні проблеми правового забезпечення функціонування національної інноваційної системи;
2. правове забезпечення створення та впровадження інноваційних продуктів;
3. правове забезпечення виробництва і реалізації інноваційної продукції;
4. правове забезпечення ефективного захисту прав учасників інноваційних відносин.

Відділ правового забезпечення інноваційної діяльності.
(До 01.03.2023 р. – Відділ правового забезпечення галузевого інноваційного розвитку).
Основний напрямок діяльності відділу — правове забезпечення інноваційного розвитку окремих секторів економіки та видів виробництв, у тому числі: вивчення правових проблем інноваційного розвитку оборонно-промислового комплексу, паливно-енергетичного, продовольчого комплексу, системи охорони здоров'я тощо.

## Предмет діяльності Інституту
- Проведення наукових, науково-правових експертиз та підготовка висновків з питань правозастосування
- Проведення фундаментальних і прикладних наукових досліджень у сфері права та інноваційної діяльності
- Розробка концепцій, проєктів законів та інших нормативно-правових актів, правовий супровід законопроєктів
- Проведення експертних досліджень інвестиційних та інноваційних проєктів та юридичний супровід їх реалізації
- Підготовка наукових кадрів за спеціальностями: 12.00.04 – господарське право, господарсько-процесуальне право; 12.00.05 – трудове право; право соціального забезпечення
- Організація і проведення конференцій, семінарів, «круглий стіл»

- Міжнародне наукове та науково-технічне співробітництво

- Проведення правового аудиту діяльності суб'єктів господарювання на предмет відповідності вимогам чинного законодавства
- Надання юридичних, консультаційних, інформаційних та інших послуг юридичним і фізичним особам
- Випуск науково-практичного друкованого видання «Право та інновації» та електронного наукового видання «Право та інноваційне суспільство». Обидва видання входять до переліку наукових фахових видань України та внесені до міжнародних науко метричних баз

#### Головні проєкти Інституту
Розроблено 1-й проєкт Інноваційного кодексу України - кодифікованого нормативно-правового акту, що регулює основні види відносин у науково-технічній та інноваційній сфері.
Розроблено проєкт Закону України "Про Технополіс П'ятихатки", який спрямовано на створення спеціальної економічної зони науково-технічного та інноваційно-впроваджувального типу з метою реалізації інноваційних проєктів, активізації наукової та інноваційної діяльності.
Проведено наукове дослідження з питань правового забезпечення впровадження автоматизованої системи оплати проїзду та обліку пасажирів (АСОП) в наземному пасажирському транспорті м. Києва.
Розроблено проєкт Закону України "Про трансфер технологій", який покликано сприяти розвитку інноваційної діяльності в Україні, активізації діяльності у сфері трансферу технологій, стимулювання науково-технічного потенціалу України, впровадженню новітніх технологій і розробок.
Підготовлено проєкт Закону України "Про спеціальний режим інноваційної та інвестиційної діяльності із застосуванням принципу субсидіарності в Україні", націлений на реальне втілення децентралізації при стимулюванні інвестиційної діяльності на місцях.

### Аспірантура
В Інституті наказом МОН України від 26.09.2012 року № 1047 відкрито аспірантуру зі спеціальностей: 12.00.04 – господарське право, господарсько-процесуальне право й 12.00.05 – трудове право; право соціального забезпечення.
Станом на 01.11.15 рокув аспірантурі Інституту навчаються 21 здобувач і 17 аспірантів.
За всі роки відраховані і рекомендовані до захисту 18 здобувачів і аспірантів..
У 2015 році 9 осіб рекомендовані Вченою радою Інституту до захисту (відраховані).

### Наукове товариство молодих вчених та студентів
В 2014 році на базі Інституту було розроблено типове положення та  створено Наукове товариство молодих вчених та студентів
Науково-дослідного інституту правового забезпечення інноваційного розвитку Національної академії правових наук України. В рамках діяльності Товариства його учасниками було підготовлено 9 наукових статей, які були розміщенні в електронному фаховому виданні "Право та інноваційне суспільство". 

### Ключові особи
- Глібко Сергій Васильович — директор, кандидат юридичних наук, доцент.

## Видання Інституту
Фахове друковане періодичне видання Інституту:
Право та інновації (реєстраційне свідоцтво № 17451-6201 Р від 19.01.2011 р., видане Міністерством юстиції України), внесений до міжнародних наукометричних баз даних "Index Copernicus" (Польща), "Academic Research Index – ResearchBib" (Японія), Polish Scholarly Bibliography (PBN) (Польща), Information Matrix for the Analysis of Journals – MIAR (Іспанія), Scientific Indexing Services (SIS) (США).
Фахове електронне періодичне видання Інституту:
Право та інноваційне суспільство (включений до Переліку фахових видань України Наказом Міністерства освіти і науки України від 14.02.2014 №153), внесений до міжнародних  наукометричних баз даних "Index Copernicus" (Польща), «HeinOnline» (США), Ulrichsweb Global Serials Directory (США), Academic Research Index – ResearchBib (Японія), Polish Scholarly Bibliography (PBN) (Польща), Information Matrix for the Analysis of Journals – MIAR (Іспанія), Scientific Indexing Services (SIS) (США).